# Penny (comic strip)

Penny est un comic strip créé par l'Américain Harry Haenigsen (en) et diffusé dans la presse américaine par New York Herald Tribune Syndicate du 23 juin 1943 à 1970.
Penelope Milfred Pringle, dite Penny, est une adolescente américaine têtue. La série raconte sa vie dans une famille de classe moyenne, entre ses parents Roger et Mae, sa meilleure amie Judy, et les nombreux garçons avec lesquels elle flirte.
Au long des 27 années de parution du strip, Haeningsen a en permanence actualisé le langage et les styles vestimentaires de ses personnages pour coller au plus près des attitudes adolescentes. Lancée à une époque où les comic strips centrés sur une adolescente était encore rares (Etta Kett), Penny précède de peu deux séries similiaires, Bobby Sox (en) (1944) et Susie Q. Smith (1945). Les séries consacrées aux adolescentes se sont ensuite multipliées.

## Historique de publication
Le New York Herald Tribune Syndicate lance Penny le 23 juin 1943 en remplacement de Betty, sunday strip dessiné par Charles A. Voigt depuis 1920 et considéré comme désuet.
Victime d'un accident de la route en 1965, Haeningsen délègue le dessin de Penny à son assistant Bill Hoest, qui l'anime jusqu'en 1970, date à laquelle il décide de se consacrer à sa propre série The Lockhorns (en). Haeningsen prend alors sa retraite.

## Pennydans la culture
Vladimir Nabokov fait de Penny une des bandes dessinées préférées de Dolores Haze, l'héroïne du roman Lolita (1955) : « Ses yeux suivaient les aventures de ses personnages de comic strip préférés : il y avait une bobby-soxer négligée aux pommettes hautes et aux gestes anguleux que je n'avais aucune honte à apprécier moi-même. ».